# Temporada 1967-68 de los New York Knicks
La temporada 1967-68 fue la vigésimo segunda de los New York Knicks en la NBA. La temporada regular acabó con 43 victorias y 39 derrotas, ocupando el tercer puesto de la división, clasificándose para los playoffs, en los que cayeron en las semifinales de división ante Philadelphia 76ers.

## Elecciones en elDraft
| Ronda | Puesto | Jugador      | Posición | Nacionalidad   | Universidad       |
| ----- | ------ | ------------ | -------- | -------------- | ----------------- |
| 1     | 5      | Walt Frazier | G        | Estados Unidos | Southern Illinois |
| 2     | 17     | Phil Jackson | F/C      | Estados Unidos | North Dakota      |
| 3     | 24     | Gary Gregor  | F/C      | Estados Unidos | South Carolina    |
| 12    | 128    | Mike Riordan | F        | Estados Unidos | Providence        |

## Temporada regular
| División Oeste       | División Oeste | División Oeste | División Oeste | División Oeste | División Oeste | División Oeste | División Oeste | División Oeste |
| Equipo               | G              | P              | %              | PD             | Casa           | Fuera          | Neutral        | Div            |
| -------------------- | -------------- | -------------- | -------------- | -------------- | -------------- | -------------- | -------------- | -------------- |
| x-Philadelphia 76ers | 62             | 20             | .756           | –              | 27–8           | 26–12          | 9–0            | 29–11          |
| x-Boston Celtics     | 54             | 28             | .659           | 8              | 28–9           | 21–16          | 5–3            | 24–16          |
| x-New York Knicks    | 43             | 39             | .524           | 19             | 20–17          | 21–16          | 2–6            | 19–21          |
| x-Detroit Pistons    | 40             | 42             | .488           | 22             | 21–11          | 12–23          | 7–8            | 15–25          |
| Cincinnati Royals    | 39             | 43             | .476           | 23             | 18–12          | 13–23          | 8–8            | 18–22          |
| Baltimore Bullets    | 36             | 46             | .439           | 26             | 17–19          | 12–23          | 7–4            | 15–25          |

## Playoffs

### Semifinales de División
Philadelphia 76ers vs. New York Knicks 
| Fecha       | Partido                                     | Ciudad     |
| ----------- | ------------------------------------------- | ---------- |
| 22 de marzo | Philadelphia 76ers 118, New York Knicks 110 | Filadelfia |
| 23 de marzo | New York Knicks 128, Philadelphia 76ers 117 | Nueva York |
| 27 de marzo | Philadelphia 76ers 138, New York Knicks 132 | Filadelfia |
| 30 de marzo | New York Knicks 107, Philadelphia 76ers 98  | Nueva York |
| 31 de marzo | Philadelphia 76ers 123, New York Knicks 105 | Filadelfia |
| 1 de abril  | New York Knicks 97, Philadelphia 76ers 113  | Nueva York |
|             | Philadelphia 76ers gana las series 4-2      |            |

## Estadísticas
| Rk | Jugador          | Edad | P  | PT | MP   | TC  | TCI  | %TC  | TL  | TLI | %TL  | RB   | AS  | FP  | PTS  |
| 1  | Willis Reed      | 25   | 81 |    | 35.5 | 8.1 | 16.6 | .490 | 4.5 | 6.3 | .721 | 13.2 | 2.0 | 4.2 | 20.8 |
| 2  | Walt Bellamy     | 28   | 82 |    | 32.9 | 6.2 | 11.5 | .541 | 4.3 | 6.5 | .662 | 11.7 | 2.0 | 3.2 | 16.7 |
| 3  | Dick Barnett     | 31   | 81 |    | 30.7 | 6.9 | 14.3 | .482 | 4.2 | 5.4 | .780 | 2.9  | 3.0 | 2.7 | 18.0 |
| 4  | Dick Van Arsdale | 24   | 78 |    | 30.1 | 4.1 | 9.3  | .436 | 2.9 | 4.3 | .670 | 5.4  | 2.9 | 2.9 | 11.0 |
| 5  | Cazzie Russell   | 23   | 82 |    | 28.0 | 6.7 | 14.5 | .462 | 3.4 | 4.3 | .808 | 4.6  | 2.4 | 2.7 | 16.9 |
| 6  | Walt Frazier     | 22   | 74 |    | 21.5 | 3.5 | 7.7  | .451 | 2.1 | 3.2 | .655 | 4.2  | 4.1 | 2.7 | 9.0  |
| 7  | Howard Komives   | 26   | 78 |    | 21.3 | 3.0 | 8.1  | .369 | 1.7 | 2.1 | .820 | 2.2  | 3.2 | 2.2 | 7.7  |
| 8  | Bill Bradley     | 24   | 45 |    | 19.4 | 3.2 | 7.6  | .416 | 1.7 | 2.3 | .731 | 2.5  | 3.0 | 3.1 | 8.0  |
| 9  | Phil Jackson     | 22   | 75 |    | 14.6 | 2.4 | 6.1  | .400 | 1.3 | 2.2 | .589 | 4.5  | 0.7 | 2.8 | 6.2  |
| 10 | Freddie Crawford | 26   | 31 |    | 13.7 | 2.1 | 5.7  | .367 | 1.2 | 1.9 | .627 | 2.7  | 1.5 | 2.2 | 5.4  |
| 11 | Em Bryant        | 29   | 77 |    | 12.6 | 1.5 | 3.8  | .385 | 0.8 | 1.1 | .686 | 1.7  | 1.7 | 2.2 | 3.7  |
| 12 | Neil Johnson     | 24   | 43 |    | 6.7  | 1.0 | 2.5  | .415 | 0.5 | 1.1 | .479 | 1.7  | 0.8 | 1.5 | 2.6  |
| 13 | Nate Bowman      | 24   | 42 |    | 6.5  | 1.2 | 3.2  | .388 | 0.2 | 0.4 | .667 | 2.7  | 0.5 | 1.6 | 2.7  |
| 14 | Jim Caldwell     | 25   | 2  |    | 3.5  | 0.0 | 0.5  | .000 | 0.0 | 0.0 |      | 0.5  | 0.5 | 0.5 | 0.0  |

## Galardones y récords
| Jugador      | Galardón                              |
| Willis Reed  | 2.º mejor quinteto de la NBA All-Star |
| Walt Frazier | Mejor quinteto de rookies de la NBA   |
| Phil Jackson | Mejor quinteto de rookies de la NBA   |
| Dick Barnett | All-Star                              |